# گیورگی کینکلادزه
گیورگی کینکلادزه (گرجی: გიორგი ქინქლაძე؛ زادهٔ ۶ ژوئیهٔ ۱۹۷۳) بازیکن فوتبال اهل گرجستان بود.
از باشگاه‌هایی که در آن بازی کرده‌است می‌توان به باشگاه فوتبال دربی کانتی، باشگاه فوتبال منچستر سیتی، باشگاه فوتبال بوکا جونیورز، باشگاه فوتبال زاربروکن، باشگاه فوتبال آنورتوسیس فاماگوستا، باشگاه فوتبال دینامو تفلیس، باشگاه فوتبال روبین کازان، و باشگاه فوتبال آژاکس آمستردام اشاره کرد.
وی همچنین در تیم ملی فوتبال گرجستان بازی کرده‌است.